# Правительство Александра Розенберга
В статье даются сведения о составе Правительства Приднестровской Молдавской Республики под председательством Александра Николаевича Розенберга, действующего с 30 мая 2022.

## Персональный состав
| Должность | Руководитель                         | Начало          | Окончание       |
| --- | ------------------------------------ | --------------- | --------------- |
| Председатель Правительства | Розенберг Александр Николаевич       | 30 мая 2022     | в должности     |
| Заместитель Председателя Правительства — Министр экономического развития                                                                                            | Оболоник Сергей Анатольевич          | 30 мая 2022     | в должности     |
| Заместитель Председателя Правительства по вопросам правового регулирования и взаимодействия с органами государственной власти — Руководитель Аппарата Правительства | Касап Станислав Михайлович           | 30 мая 2022     | в должности     |
| Министр финансов | Рускевич Алёна Александровна (и. о.) | 30 мая 2022     | 2 июня 2022     |
| Министр финансов | Рускевич Алёна Александровна         | 2 июня 2022     | в должности     |
| Министр просвещения | Иванишина Светлана Николаевна        | 30 мая 2022     | в должности     |
| Министр сельского хозяйства и природных ресурсов | Дилигул Олег Иванович (и. о.)        | 30 мая 2022     | 23 марта 2023   |
| Министр сельского хозяйства и природных ресурсов | Дилигул Олег Иванович                | 24 марта 2023   | 28 августа 2024 |
| Министр сельского хозяйства и природных ресурсов | Паламарчук Игорь Иванович            | 29 августа 2024 | в должности     |
| Министр иностранных дел | Игнатьев Виталий Викторович          | 30 мая 2022     | в должности     |
| Министр внутренних дел | Нягу Виталий Николаевич              | 30 мая 2022     | в должности     |
| Министр обороны | Обручков Олег Александрович          | 30 мая 2022     | в должности     |
| Министр по социальной защите и труду | Куличенко Елена Николаевна           | 30 мая 2022     | в должности     |
| Министр здравоохранения | Албул Кристина Валерьевна            | 30 мая 2022     | в должности     |
| Министр юстиции | Тумба Александра Иосифовна           | 30 мая 2022     | в должности     |
| Министр государственной безопасности | Гебос Валерий Дмитриевич             | 30 мая 2022     | в должности     |
| Министр цифрового развития, связи и массовых коммуникаций | Бабенко Сергей Борисович             | 30 мая 2022     | в должности     |
| Глава администрации города Тирасполь и города Днестровск | Довгопол Олег Анатолиевич            | 30 мая 2022     | 20 ноября 2024  |
| Глава администрации города Тирасполь и города Днестровск | Тюряева Илона Петровна               | 21 ноября 2024  | в должности     |
| Глава администрации города Бендеры | Иванченко Роман Дмитриевич           | 30 мая 2022     | в должности     |
| Глава администрации Григориопольского района и города Григориополь                                                                                                  | Габужа Олег Фёдорович                | 30 мая 2022     | в должности     |
| Глава администрации Дубоссарского района и города Дубоссары | Чабан Руслан Иванович                | 30 мая 2022     | в должности     |
| Глава администрации Каменского района и города Каменка | Бычков Владимир Владимирович         | 30 мая 2022     | 26 июля 2024    |
| Глава администрации Каменского района и города Каменка | Сокирка Сергей Андреевич             | 29 июля 2024    | в должности     |
| Глава администрации Рыбницкого района и города Рыбница | Тягай Виктор Викторович              | 30 мая 2022     | в должности     |
| Глава администрации Слободзейского района и города Слободзея | Тищенко Василий Васильевич           | 30 мая 2022     | в должности     |

## Иные органы исполнительной власти
| Орган                                                                    | Руководитель                       | Начало      | Окончание   |
| В ведении Президента Приднестровской Молдавской Республики               |                                    |             |             |
| Администрация Президента                                                 | Белоус Сергей Владимирович         | 30 мая 2022 | в должности |
| Государственный таможенный комитет                                       | Грабко Валентин Васильевич         | 30 мая 2022 | в должности |
| Следственный комитет                                                     | Брынзарь Вячеслав Иванович         | 30 мая 2022 | в должности |
| Государственная служба охраны                                            | Меленчук Виталий Михайлович        | 30 мая 2022 | в должности |
| Государственная служба судебных исполнителей                             | Чубкина-Фучеджи Снежана Васильевна | 30 мая 2022 | в должности |
| Государственная служба управления документацией и архивами               | Тодорашко Зинаида Георгиевна       | 30 мая 2022 | в должности |
| В ведении Правительства Приднестровской Молдавской Республики            |                                    |             |             |
| Государственная служба по спорту                                         | Соколенко Вячеслав Григорьевич     | 30 мая 2022 | в должности |
| Государственная служба по культуре и историческому наследию              | Кырмыз Мария Андреевна             | 30 мая 2022 | в должности |
| Государственная служба исполнения наказаний Министерства юстиции         | Ищенко Виталий Сергеевич           | 30 мая 2022 | в должности |
| Государственная служба экологического контроля и охраны окружающей среды | Сотников Василий Васильевич        | 30 мая 2023 | в должности |
| Государственная служба статистики                                        | Случинская Наталья Анатольевна     | 30 мая 2022 | в должности |